# Imperio paleobabilónico
Se conoce por los nombres de Imperio paleobabilónico o paleobabilonio y Primer imperio babilónico al Estado creado por Hammurabi (1792 - 1750 a. C. según la cronología media) en la Baja Mesopotamia. Bajo su mando Babilonia, una ciudad-Estado sumeria en poder de una dinastía amorrita, pasó en poco más de treinta años a controlar un territorio más extenso que el imperio de Ur (época de Ur III), anterior poder hegemónico indiscutible de la región. La I dinastía, la amorrea, terminó en el siglo XVI a. C., a causa de la invasión del Imperio hitita. Poco después se inició la dinastía casita de Babilonia.
Por extensión se denomina periodo paleobabilónico a la época que comprende la I dinastía de Babilonia. Históricamente se corresponde con la decadencia de Sumer, encuadrándose entre el periodo de auge conocido como Renacimiento Sumerio y el dominio de Asiria. Comienza con un nuevo auge de las ciudades-estado sureñas después de que Ur entre en decadencia, acosado por las continuas invasiones provenientes del oeste. Al comienzo del periodo destacan los reinos de Larsa e Isin, que van cediendo terreno a los Estados del norte de Mesopotamia (Babilonia y, en segundo grado, Asiria).

## Historia

### Decadencia sumeria e invasiones amorritas
En torno al año 1950 a. C. los pueblos amorritas, de carácter seminómada y origen semítico, invadieron Sumer y fundaron dinastías en varias de sus ciudades. Poco después los elamitas se hicieron con Ur, que hasta entonces había sido la gran potencia local. Estos cambios políticos propiciaron la anarquía en la región, dividida en pequeños países entre los que sobresalió Mari, primero, y Babilonia, ciudad elegida por los amorritas para centralizar su poder, después. Los primeros días de Babilonia como Estado independiente, sin embargo, quedan supeditados a otras potencias amorritas más inicialmente fuertes, sobre todo Isin, Nippur y Larsa, que compitieron entre sí durante doscientos cincuenta años. Al final, con las dinastías amorritas ya asentadas, en Mesopotamia emergen tres potencias equilibradas: Alepo, Asiria y Babilonia.
Las tribus amorritas fueron en realidad un conjunto de pueblos llamados mar.tu en sumerio y Amurru en acadio, palabras ambas que significan oeste. Probablemente estuvieron emparentados con los cananeos. Al llegar a Mesopotamia, hicieron suyas la lengua acadia y la escritura cuneiforme, aculturizándose. Los archivos reales de Mari los describen como pastores de cabras y ovejas que interrelacionan con poblaciones sedentarias. Eran nómadas, pero sus desplazamientos, limitados a las riberas y a otros lugares donde encontrar agua y tierras de cultivo, eran pequeños y de carácter anual. Se desconocen las razones que les empujaron hacia las llanuras mesopotámicas y el modo en que se asentaron y fundaron dinastías en las ciudades que lograron conquistar. Se sabe sin embargo que, más que gracias a su poder bélico, sus conquistas fueron posibles debido al deterioro del poder político y la economía sumerias, que coincide con el cierre de las principales rutas comerciales debido a su escasa protección y el retroceso cultural, todo ello causado por el vacío de poder que sucedió al fin de Ur III y que posibilitó innumerables rebeliones que debilitaron Sumeria. Parece que los amorritas se fueron apoderando de las tierras que quedaron abandonadas por estas causas. Una vez abandonadas las tierras desérticas de las que provenían, se sedentarizaron muy rápidamente y atacaron a otros amorritas aún nómadas.
Algunas tribus amorritas fueron los haneos, los benjaminitas y los suteos. Estos últimos, beligerantes, rondaron la ciudad Babilonia, muchas veces alistándose en sus ejércitos y en los de los reyes sirios, pero salvo excepciones no dejan de ser nómadas. A comienzos del II milenio diversas tribus amorritas fundan sendas poderosas dinastías en Larsa, Isin y Uruk. El periodo fue surtido en fricciones y reinos efímeros. Gungunum (1932-1906 a. C.), soberano de Larsa, conquistó Ur, convirtiéndose en el nuevo poder hegemónico local, aunque lejos de lo que había sido Ur III, y se proclama Rey de Sumer y Akkad. Larsa tiene bajo su control los dos grandes puertos del golfo Pérsico: Lagash y Ur, con lo que basa su poder en el comercio de metales preciosos y cobre. Gungunum llegó incluso a conquistar Susa, aunque por poco tiempo. No obstante, en tiempos de su hijo Abisare la ciudad de Isin cobra importancia como segundo poder regional. Isin conquista Ur y sus soberanos obtienen así el título de Reyes de Sumer y Akkad. Pero el nuevo reino es efímero, siendo destruido sólo tres meses después por el hijo de Abisare, Sumuel (1894-1866 a. C.), que reconquistó Ur y se hizo con las ciudades de Kazallu, Kish y Nippur. Al final de su reinado, una hambruna provocó el alzamiento de la población, que provoca la creación de una nueva dinastía, cuyo primer rey reconstruye Larsa y Eridu. Su hijo derrotó y asoló las ciudades-Estado de Babilonia y Ešnunna, pero en cambio no pudo atajar las rebeliones de Uruk e Isin. En el año 1835 a. C. Larsa fue conquistada por Kazallu, aunque sólo durante un año. Larsa vivirá, bajo Warad-Sin primero y Rim-Sin después, un nuevo periodo de esplendor a finales del siglo XIX a. C. Babilonia, Isin y Uruk se aliaron en contra de Larsa. La alianza entre estas ciudades fue promovida por Uruk a través de emparentamientos políticos durante el reinado de Sin-Hashid. La coálición no tuvo éxito y Rim-Sin logró añadir Uruk e Isin a su dominio. El dominio de Larsa acabó ahí, pues en el año 1763 a. C. Hammurabí conquistó Larsa tras una campaña brutal. Por su parte, el valle del Diyala, en aquella época más urbanizado que la Baja Mesopotamia, no cayó bajo dominio amorrita. Todas sus ciudades eran vasallas de otra potencia local, Ešnunna, a excepción de Tuttub durante un corto espacio de tiempo. Paralelamente emerge como potencia Mari, antiguamente gobernada por ensi, delegados de Ur. Mari gana poder a partir de Iahdun-lim (1825-1810 a. C.), probablemente un amorrita de la tribu de los haneos. Iahdu-lim restaura las defensas de Mari y de Terqa, ciudad vasalla, funda una nueva población y construye un gran sistema de irrigación. Mari y Terqa, no obstante, caen pronto bajo el dominio de Assur, otra potencia local, aunque sólo hasta que el hijo de Iahdu-lim, Zimri-lin, exiliado en Alepo, logra recuperar el trono de Mari y convierte Mari en un gran núcleo comercial, aliado de Babilonia, Alepo y los pequeños reinos del Habur. Mesopotamia era, tras la caída de Ur III y la llegada al trono de Babilonia de Hammurabí, un crisol de pequeñas ciudades-Estado y de ciudades vasallas, entre las cuales ninguna destacó mucho tiempo. En este contexto Hammurabí cambió la configuración territorial, al conquistar un imperio mucho mayor.

### Ciudad-Estado
Sobre los inicios de Babilonia como ciudad-Estado se conoce poco. La ciudad, ocupada por una tribu amorrita, fue administrada por un ensi desde la caída de Ur III. En el año 1894 a. C. Babilonia es, por primera vez en su historia conocida, independiente durante el reinado de Sumu-Abum, de quien se especula que tuvo por padre a un hombre llamado Dadbanaya. Poco conocemos de Sumuabum aparte de que conquistó Kazallu, le sucedió Sumulael cuatro años después, quien aparentemente no era descendiente suyo. Sumulael fundó la dinastía de Hammurabí. Amplió considerablemente los dominios de Babilonia, llegando a conquistar las ciudades de Kish y Marad. A pesar de ello, Babilonia no podía competir aún con Larsa. Los descendientes de Sumulael, Sabium, Apil-Sin y Sin-Muballig, iniciaron una gran cantidad de obras de ingeniería y arquitectura. Sin-Muballig se unió en 1810 a. C. a Uruk e Isin para tratar de vencer a Larsa, sin conseguirlo. No obstante, el papel de Babilonia en Mesopotamia cambió con la llegada al trono de Hammurabí en el 1762 a. C. Con él Babilonia se convirtió en un imperio que, si bien igual de efímero que los anteriores, se recuerda como paradigma de su época.
A comienzos del siglo XIX a. C. la ciudad de Sippar, situada unos 70 km al sur de Babilonia, fue conquistada por ésta. Se cree que esta conquista pudo haber sucedido a finales del reinado de Sumulael, pues los textos datados a comienzos de su reinados nombran hasta tres gobernantes de una Sippar independiente. Sumulael se casó con una de las hijas de Sin-kashid de Uruk, sellando una alianza con esta ciudad.

### Imperio

Babilonia bajo Hammurabi.

Hammurabí, que gobernó a finales del siglo XVIII a. C. y a comienzos del XVII, fue el sexto rey de la dinastía amorrita de Babilonia. Hammurabí fue capaz de vencer a los elamitas en el sur de Sumer y a los asirios en el norte, unificando la mayor parte de Mesopotamia bajo su mando. Creó una serie de divisiones administrativas y puso un gobernador al frente de cada una. No obstante Babilonia no era un imperio fuertemente unido, como se demostró durante el reinado de su hijo Samsu-Iluna.
En 1763 a. C. Hammurabí no sólo logró conquistar Larsa, sino también Ešnunna, las dos grandes potencias cercanas a Babilonia.
Samsu-ilana tuvo que hacer frente a una serie de revueltas que terminaron con la independencia de las regiones del sur, lo que conllevó la pérdida de la franja costera del golfo Pérsico para Babilonia. Dichas revueltas comenzaron en Larsa, ciudad a la que accedió el usurpador Rim-Sin II. Este consiguió instigar sendas insurrecciones en Isin, Ešnunna, Ur y Uruk. Samsu-ilana se vio obligado a intervenir militarmente, llegando a destruir Ur y Uruk. La debilidad que esto supuso fue aprovechada por Elam, que atacó el sur del imperio. Samsu-ilana, incapaz de actuar en todos los frentes, perdió finalmente el control de Isin, que dirigida por el rey Iluma-Ilum, ganó la costa. Seguramente, Samsu-iluna debió combatir también contra los casitas. Estos aparecen en los textos desde el siglo XVII a. C. Sin embargo, para esa época habían creado un reino en la región de Hana, en el curso medio del Éufrates.
A la muerte de Samsu-iluna, el imperio había entrado claramente en decandencia. Perdidos gran parte de sus territorios, se limitaba a la porción central de Mesopotamia. Las inscripciones parecen dar a entender que el poderío militar de Babilonia fue menguando. Durante el reinado de Abi-Eshuh (1711-1684 a. C.) el imperio se enfrentó repetidamente a los casitas. Abi-eshuh trató, sin resultado, de reconquistar el País del Mar, en el sur; es decir, las tierras emancipadas bajo el gobierno de Iluma-Ilum. Para ello, incluso desvió las aguas del Tigris. A pesar de que reinó durante veintiocho años, su reinado apenas se recuerda a excepción de la citada campaña y unas pocas obras hidráulicas y estatuas. La pérdida de poder de Babilonia se acentuó espectacularmente. En el norte Babilonia también perdió terreno, a favor de un nuevo reino en Khana.
La tónica fue la misma en tiempos de su sucesor, Ammi-ditana (1683-1646 a. C.), quien mandó construir diversas fortificaciones. Su sucesor, Ammi-Saduqa (1646-1626 a. C.) logró recuperar la plaza de Nippur. El último rey de la I dinastía fue Samsu-ditana, quien murió durante las guerras entre babilonios e hititas.

### El saqueo de Babilonia. La dinastía casita
En el año 1595 a. C. los hititas saquearon la ciudad de Babilonia y acabaron definitivamente con su imperio.

## Política y administración

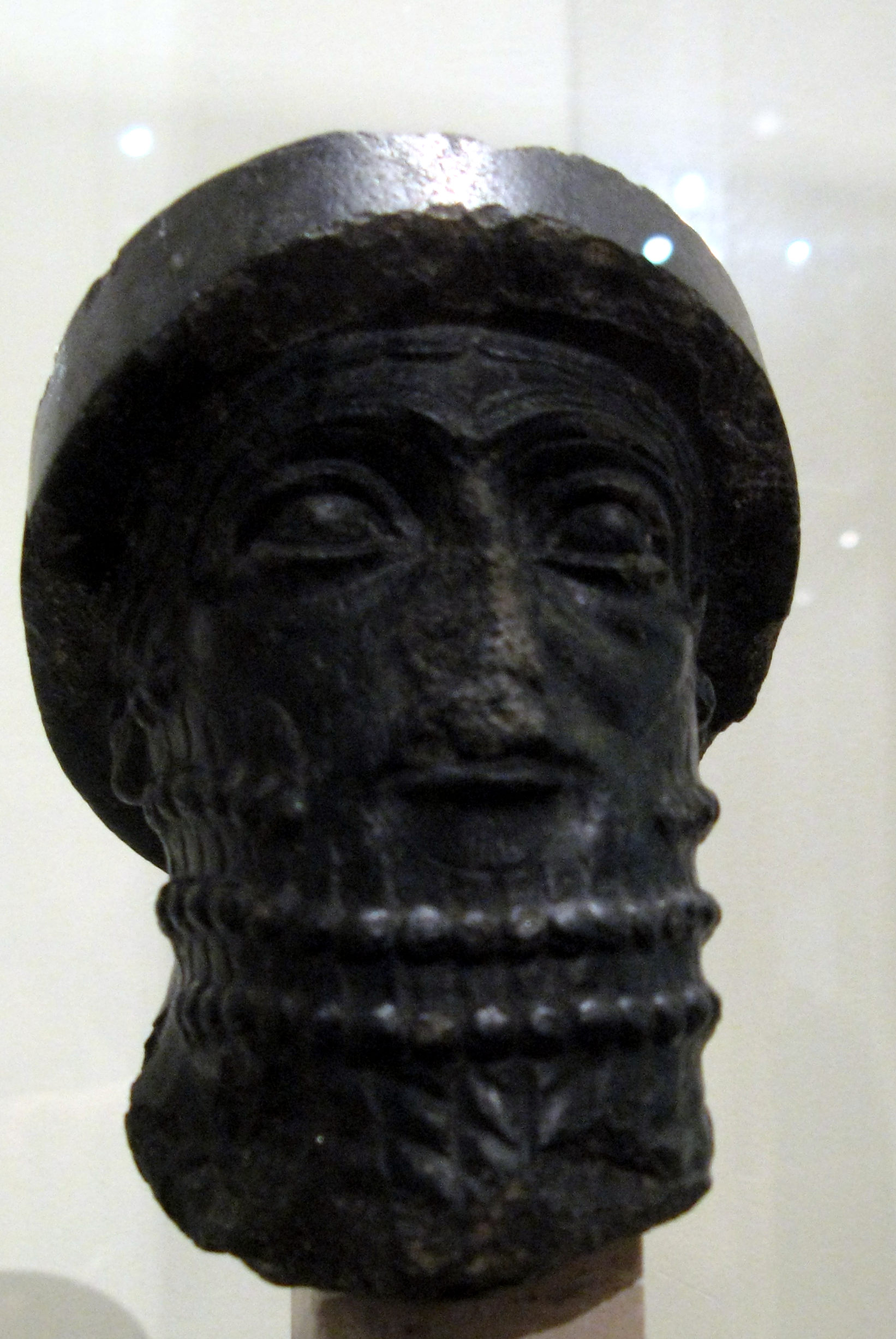
Busto de Hammurabi, reformador de algunas de las instituciones de tradición sumeria, hábil en la diplomacia y la guerra y creador del nuevo tejido administrativo imperial.

El desarrollo de la civilización mesopotámica, desde las primeras ciudades sumerias, ligó los palacios reales con los templos. La procedencia del poder era divina. Así, los gobernadores de las ciudades sumerias del III milenio a. C., los ensi y los lugal, gobernaban sobre extensiones de terreno que pertenecían a dioses locales. Lo mismo sucedió con los primeros imperios de Asiria y Babilonia. Los dioses, en este caso nacionales, eran los poseedores de la tierra. Los reyes eran solamente sus delegados, encargados tanto del país como de complacer a los dioses y de construir, restaurar y mantener sus templos. Los soberanos se arrogaron el título de Reyes de Sumer y Akad, que desde la III dinastía de Ur portaban los reyes que conseguían dominar la mayor parte de la Baja Mesopotamia. Asimismo, Hammurabí y otros reyes dejaron constancia de su ambición titulándose Rey del Universo y Rey de las Cuatro Partes del Mundo. Pero el período paleobabilónico arrancó con una novedad: aunque la procedencia del poder real siguió considerándose divina, tras Ur III los reyes habían arrebatado las tierras a los templos, dando lugar a un nuevo modelo económico. Algo similar sucedió con la política y la justicia, cuyos cargos se secularizaron. La relación entre el pueblo y el gobierno pasó a ser directa, sin la intervención de los sacerdotes.
Todas las actividades administrativas, que crecieron especialmente a causa de la complejización de las estrategias de guerra en un periodo en el que las confrontaciones y los contingentes iban en aumento, quedaban centralizadas en el palacio. Éste se desarrolló arquitectónicamente para albergar la nueva complejidad burocrática.
En cuanto a la política exterior, las alianzas se sellaban mediante compromisos mutuos de colaboración y amistad que se cerraban intercambiando embajadores y regalos. Esto fue tan usual como la táctica de esperar la debilidad del Estado amigo para, una vez desgastado, enviar un ejército a su conquista.
La organización del palacio, del templo y de la provincia eran similares. El rey lo controlaba todo, y ante él respondían directamente los prefectos y alcaldes. Aunque se añadieron algunos cargos administrativos en tiempos paleobabilónicos, se perdieron otros y algunos vieron modificada su importancia, las élites administrativas no variaron demasiado de las neosumerias. El término ensi, que otrora había señalado a los gobernantes de las ciudades-Estado y a los príncipes de las ciudades de Ur III, se desvalorizó hasta designar a los feudatarios del palacio. Sin embargo, mantuvo su valor inicial en otros Estados de la época. Existía también el cargo de shassukkum, cuya misión era registrar las tierras y su fruto almacenado en los graneros para los trabajadores del palacio. Los altos cargos eran los de archivero (shaduba), prefecto (shapiru) y tesorero (shanda-bakkum), que además de en el palacio real podían existir en algunas provincias. Al frente de cada provincia había un gobernador (sha nakkum), encargado del orden, el ejército y la economía locales. Por debajo de cada uno había un prefecto del país o shapiru-matim y diversos jefes de subdivisiones provinciales o bel pahatim. A su vez, respondían ante estos últimos los jefes de aldeas (suqaqu) y los jefes de ciudades o alcaldes (rabianum). Completaban el grueso de las maquinarias palaciega y provincial los escribas, correos humanos, fuerzas del orden, tesoreros, espías, jefes de los depósitos de grano (kagurrum) y jefes del catastro (shassukkum). Todos estos cargos estaban supervisados por un primer ministro o isaku. Así mismo, existía una suerte de cancillería que contaba con diversas oficinas para hacer llegar los correos entre el palacio real y los gobiernos provinciales.
Aparte de esta estructura administrativa, enormemente rígida, existieron asambleas locales enraizadas en la tradición. Estas asambleas no representaban al rey y estaban vigiladas por sus funcionarios. Se les permitía administrar los bienes materiales de sus lugares de origen, incluyendo el arrendamiento de tierras, por el que recibían impuestos.

## La sociedad paleobabilonia
Durante la segunda mitad del II milenio y la primera del I Mesopotamia va convirtiéndose poco a poco en un mundo urbano donde el núcleo familiar, centrado en la ciudad, va adquiriendo una importancia progresiva. Desde el III milenio muchas sociedades mesopotámicas se habían basado en el principio de libertad individual, de manera que pudieran pesar sobre los ciudadanos las cargas económicas. El final del reinado de Hammurabi marca un punto de inflexión en esta tendencia, y a partir de él todos los reyes babilonios confirman al comienzo y ocasionalmente a mitad de su reinado una serie de regularizaciones, mediante la figura del edicto, de la economía diaria. De esta manera las familias pueden tener propiedades, y no sólo los reyes o el Estado, lo que fue creando durante el II milenio una suerte de clase media. La comparación del concepto de propiedad privada y la profundización en las diferencias estructurales sociales entre los milenios III y II son difíciles, ya que careceremos de suficiente información del III milenio, especialmente de regiones ajenas a la Baja Mesopotamia.

### La familia
La llegada de los amorreos a las ciudades mesopotámicas enfrenta dos modelos sociales y económicos. Por un lado está el neosumerio, basado en el templo y el palacio real, que monopolizan la gestión de las tierras. Por otro lado el amorreo, basado en una fuerte estructura familiar. Estos dos modelos interactuaron en época paleobabilónica, de manera que se crearon grandes grupos familiares cerrados que pasaron a controlar diversas áreas de la economía, descentralizando de algún modo el poder de la administración estatal.
Pero progresivamente se va produciendo una pérdida progresiva de la solidaridad familiar concretada en la negación de la herencia. Esta realidad deviene en los tópicos literarios del huérfano y la viuda; es decir, personas que han quedado al margen de una estructura familiar y por consiguiente del sistema de sustento económico asociado a ella. A su vez, la falta de recursos provoca la petición de préstamos que, al no poder pagarse, obliga a los deudores a vender sus servicios. Si esto sucedía en una familia deudora, el cabeza de familia estaba obligado, por este orden, a pagar con sus bienes inmuebles, su esposa y sus hijos, y consigo mismo, hasta completar el monto de la deuda. En la mayoría de los casos esto significaba la servidumbre de por vida, debido a que ese trabajo sólo cubría los intereses de la deuda. Los siervos seguían siendo hombres libres, y la protección familiar era en cierta manera sustituida por la figura del rey y las disposiciones reales.

### Sistema hereditario
En el imperio paleobabilónico también existía el concepto de herencia. Ésta, en concepto de tierras fértiles, debía ser repartida por igual entre los herederos varones. Las mujeres recibían en su lugar dotes, que dependían del estatus social. Las mujeres de alta alcurnia podían volverse naditus; es decir, eran enviadas de niñas a un templo y se les entregaba una dote que incluía bienes inmuebles como casas y campos, y bienes muebles, consistentes normalmente en dinero. Las naditus podían disponer libremente de los bienes muebles, pero no de los inmuebles. Percibían beneficios del uso de las tierras y viviendas, pero no podían venderlas y, a su muerte, pasaban a propiedad de sus hermanos. Este sistema de herencia femenina fue característico del periodo paleobabilónico, pues se creó tras la caída de la tercera dinastía de Ur y no perduró tras la caída del imperio babilónico. Las mujeres de baja clase social se casaban y vivían dependientes de terceros (kezertu).
La división de las propiedades entre los herederos condicionó un proceso de desintegración de las grandes familias existentes hasta entonces en pequeños núcleos. Del mismo modo, extendió la figura del testamento, casi inexistente en el III milenio a. C.

### El rey y las élites
Los primeros reyes babilonios, al igual que sucedió en otras ciudades-Estado amorritas, se identificaban antes con su etnia que con su ciudad, y sus títulos no les separaban demasiado de sus élites respectivas. Esto propició que a lo largo de la primera mitad del II milenio los reyes fueran delegando en las élites funciones administrativas y, en lugar de disponer de una élite de funcionarios que administraran las tierras del reino, simplemente cobraba impuestos agrícolas. Este sistema contrastó profundamente con el asirio y con el posterior neobabilónico en el I milenio a. C.
La realeza paleobabilónica difirió ligeramente de la sumeria. Con la división territorial en pequeños reinos amorritas, se crearon dos zonas diferenciadas. En el norte, donde los Estados eran más pequeños, el rey siguió apoyándose en las victorias militares. En el sur cobraron más importancias valores y herramientas de tradición sumeria, a saber: elaboración de himnos reales, inscripciones celebrativas, amnistías, códigos de leyes, actividades edificatorias e ingenieriles y procesos de deificación. La diferencia más notable entre los reyes del periodo paleobabilonio y los del Renacimiento sumerio es que, mientras que los segundos se centraban en transmitir una imagen de buena gestión, los primeros actuaban como guías de la población, especialmente de las clases desfavorecidas. El rey, así, obtiene un papel paternalista que contrasta con la desintegración progresiva de la solidaridad de las familias y que quizá tiene sus raíces en la naturaleza gentilicia de los amorreos. Cabe decir que aunque las acciones de los reyes babilonios pudieran interpretarse como mandatos divinos (el rey hace la ley de acuerdo a la voluntad de los dioses), su legitimidad se basaba en una dinastía más o menos heroica y legendaria. Esto contrasta con la concepción neosumeria anterior, que establecía el mito de que la realeza había bajado del cielo en su origen.

### Pastores y agricultores
La vestimenta ilustra muy gráficamente la separación social y económica de los colectivos de pastores y agricultores. Los agricultores poseían ropas más elaboradas, de mejoras fibras, lo que sugiere una producción propia mejor. Los agricultores poseían una regulación de la arquitectura con fines textiles. La vestimenta no era un asunto baladí. En el poema El descenso de Innana a los infiernos se aprecia que el regalo de unas ropas finas hace que la diosa Inanna decida su matrimonio con Enkimdu, un granjero, en detrimento de Dumuzi, su otro pretendiente, que es pastor.

### El ejército

Batallas decisivas libradas por Hammurabi.

En Babilonia se le daba al ejército una gran importancia. Los amorritas, que poseían sociedades tribales, estaban gobernados por jefes que recibían el rango militar de rab amurrum (jefe amorrita). Cuando se mezclaron con los sumerios sus tradiciones se mezclaron. Existía el ilkum, una institución dedicada al reclutamiento de soldados que servían al rey y, como recompensa, recibían concensiones de tierras. Su oficio incluía, además de la guerra, el trabajo policial y el físico en obras de ingeniería. Todo soldado reclutado estaba obligado a acudir a cada llamamiento o era muerto, según se recoge el código de Hammurabí. El ilkum garantizaba ciertos derechos. Si un soldado era hecho prisionero y la tierra que se le había concendido se le había dado a otro, tenía derecho, una vez liberado, a ser su propietario nuevamente. Su rescate, además, corría a cargo del templo o del Estado. Así mismo, si un funcionario de estas instituciones intentaba hacerse con las tierras de un soldado, era castigado, incluso con la muerte.
La infantería, subdividida en tropas ligeras, y equipadas, componía el grueso del ejército, complementado con un número escaso de carros de dos ruedas tirados por caballos. Las tropas ligeras se utilizaban en escaramuzas y exploraciones. Los talleres de los palacios suministraban el material bélico a las tropas, que solían ser transportadas en botes mediante la extensa red de ríos canales de Mesopotamia. No obstante, las redes de suministro utilizaban carros tirados por animales. Algunas tropas se movían constantemente y estaban encargadas de realizar señales de fuego para alertar de ataques enemigos. Muchas de las tropas utilizadas no eran babilónicas, sino de reyes vasallos o aliados de Babilonia. El hecho de recurrir a tropas ajenas fue la tónica general de los reinos amorritas de la época.
En el periodo casita, Babilonia parece haber adoptado la tradición hurrita del carro de guerra ligero, cuya inclusión modificó la organización y el armamento del ejército grandemente.

## Economía
Al comienzo del periodo paleobabilónico la economía descansaba en el concepto de las tierras comunales. La legislación estatal imponía restricciones a la privatización de las tierras. De este modo se intentaba mantener un poder adquisitivo similar entre los granjeros, que eran la base de la economía. No obstante, la fragmentación de las tierras y los ratios de interés terminaron por quebrar el sistema. Hoy distinguimos que en origen existieron dos niveles económicos, los trabajos públicos y la economía dirigida desde los palacios en sí misma, que soportaba la carga de las obras públicas y, por tanto, del engrandecimiento de la realeza. Los trabajadores implicados en las obras públicas eran pagados, bien contratados con plata o bien miembros del ejército o del palacio, en cuyo caso recibían tierras.

### Manufacturación textil
Entre los principales cultivos mesopotámicos figuraba el lino, recurso apreciadísimo junto con las lanas de cabra y oveja por su importancia en la manufacturación textil, uno de los pilares de la economía mesopotámica y babilonia.

### Sistema de préstamos
La legislación sobre la herencia en la antigua Babilonia obligaba a que cada heredero recibiera una parte igual al resto. En el caso de las tierras de cultivo, esto provocó que fueran gradualmente fraccionándose. Cuando los propietarios ya no tenían tierra suficiente para sobrevivir todo el año, se vieron obligados a pedir préstamos a propietarios más pudientes o a organizaciones, en forma de grano o de plata. En el caso de la plata, los prestamistas cobraban un interés cercano al 20%, mientras que si el préstamo era de cebada, el interés alcanzaba el 33%, a pagar con la recogida de la cosecha. En el caso de que los deudores no pudieran pagar, vendían sus tierras. Si esto no bastaba vendían sus haciendas y si aun así no alcanzaban a cubrir el monto de la deuda se vendían a sí mismos. Si la tierra o la hacienda vendidas sobraban para pagar la deuda, entonces el deudor recibía la cantidad restante. En el caso de que el deudor se esclavizara, podía reclamar sus tierras una vez pagada la deuda con sus servicios, aunque esto no siempre sucedía. En consecuencia, la mayor parte de las tierras terminó cayendo en manos de unas pocas familias, que incluso cuando no recibían las tierras de otros podían acumular dinero de las tierras de sus deudores mientras las poseían. Estas familias, aprovechándose de sus situación como acreedores, lograron concentrar las tierras aun a pesar de la disposición igualitaria de las leyes, concepto esencia de la economía paleobabilónica que, al romperse, hundió el sistema económico.

## Lengua y literatura

### Idiomas
El babilonio o babilónico antiguo era una variante del acadio y, por tanto, una lengua semítica. Utilizaba la escritura cuneiforme, de invención sumeria. Durante este periodo el sumerio subsistió como lengua culta utilizada por los sacerdotes. Existían además toda una serie de lenguas periféricas. El acadio, del cual surgió el babilonio, surgió como idioma dominante en los textos de la Baja Mesopotamia en el siglo XVIII a. C.
Las inscripciones entre los años 2030 y 1595 a. C. son abundantes. Se utilizaron como soportes habituales tablillas, ladrillos de adobe, vasos cerámicos, estelas, muros de piedra esculturales, jambas, sellos y gemas. La mayoría de las inscripciones nombraban a un rey y estaban escritas en sumerio o acadio. En el imperio babilonio esta riqueza de inscripciones se produce a partir de Hammurabí. Antes de él las escrituras se reducen casi únicamente a los sellos.

### Sellos

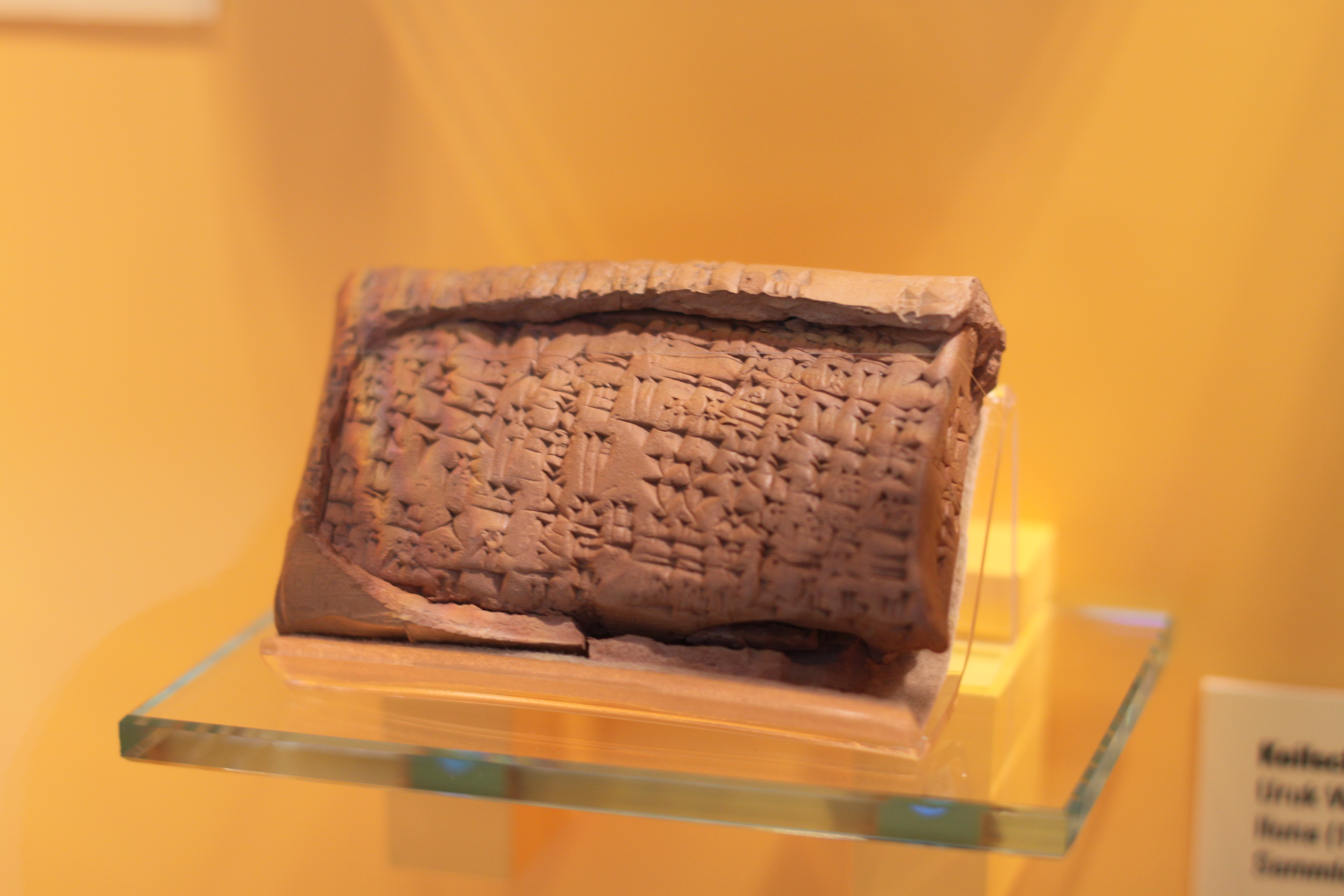
Sello cilíndrico encontrado en Uruk, probablemente en época de Samsu-iluna.

Los amorritas heredaron el sistema de ratificación de documentos oficiales basado en sellos cilíndricos, propio de los sumerios. Este sistema, durante el Renacimiento sumerio, fue una herramienta restringida a las élites de unas administraciones enormemente centralizadas. Sin embargo, la creación de los numerosos reinos amorritas propició la extensión del sistema, convirtiendo los sellos en instrumentos de una literatura incipiente; hasta entonces, la escritura había servido solo a las élites. El extensivo uso de los sellos queda demostrado por la arqueología, que ha encontrado más sellos cilíndricos durante los cuatro siglos que duraron los reinos de Babilonia, Isin y Larsa, que en cualquier otro periodo donde éstos se utilizaron. Estos artefactos, nacidos en torno al año 3400 a. C., funcionaron como marcadores de propiedades y selladores de documentos durante cerca de 3 000 años. Realizados en piedra tallada, poseían aperturas verticales para poder insertarlos en pernos y cuerdas. La piedra podía ser de muchos minerales distintos, y sus dimensiones habituales oscilaban entre los 2,5 y los 3 centímetros de largo, con diámetros que rondaban la mitad de su longitud. A veces portaban una inscripción iconográfica en el reverso, que sobre la arcilla dejaba un relieve en positivo. En el primer milenio a. C., pasado ya el periodo paleobabilónico, su uso cambió, convirtiéndonse en piezas de joyería y amuletos.

### Los códigos legales

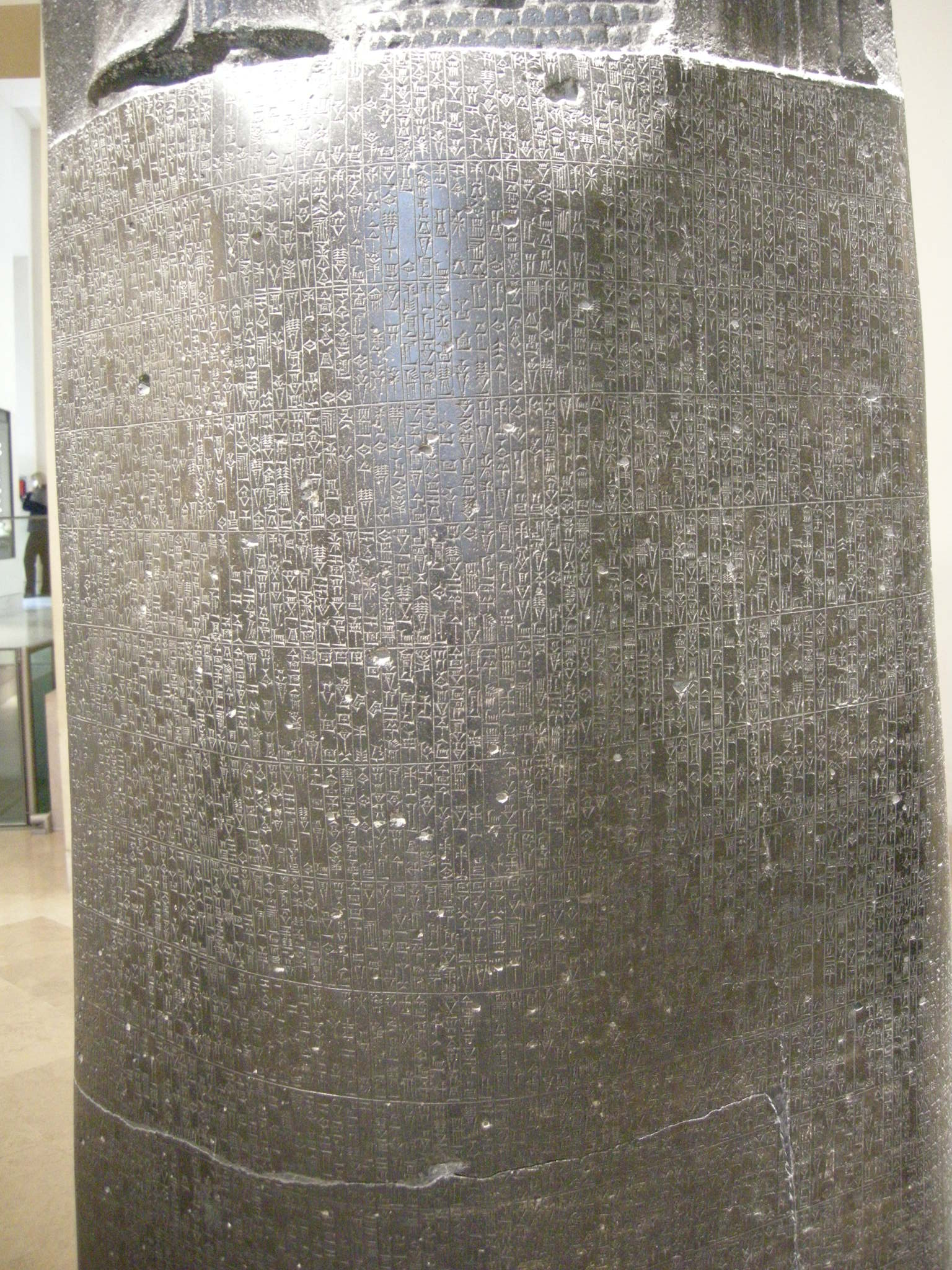
El código de Hammurabí.

A finales del tercer milenio a. C. aparecieron en Mesopotamia los códices, que estipulaban castigos para determinadas ofensas y crímenes. El código de Hammurabí marcó un antes y un después en la aplicación de los leyes. El rey recopiló un conjunto de leyes en el código y las grabó en piedra como muestra de su inmutabilidad y su origen divino. Al mismo tiempo, al hacerlo, arrebató el poder judicial a los sacerdotes, que lo habían ostentado hasta entonces. Sin embargo no fue el único código legal. Del periodo paleobabilónico, aunque no se aplicaron en el Imperio babilonio, son también el Código de Lipit-Ishtar, vigente en Isin, y las Leyes de Ešnunna, vigentes en el Estado homónimo.

### Literatura
Desde los tiempos de Hammurabí hasta la decadencia de su imperio, Babilonia mantuvo la capitalidad cultural y científica de Mesopotamia. Babilonia representa, por tanto, los parámetros considerados clásicos en la literatura y las ciencias de la región. Se conocen compedios literarios ya en el siglo XVIII a. C. que tenían por finalidad la enseñanza. Buena parte de la literatura mesopotámica, desde la época sumeria hasta la persa, incluyendo la paleobabilónica, se centraba en textos destinados a describir a los reyes para la posteridad, encontrándose un gran número de textos conmemorativos de construcciones y batallas ordenados por los reyes, tanto en tablillas y estelas de arcilla como estelas y lápidas de piedra, paredes rocosas y piedras preciosas. Destaca también la literatura científica, centrada en la adivinación y las matemáticas, así como la religiosa. Como poemas concretos, entre otros, destaca Ludlul bêl nêmeqi (Alabaré al señor de sabiduría, en alusión a Marduk), un poema de unos 400 o 500 versos (parte se ha perdido) compuesto hacia 1700 a. C. Su importancia radica en que sus preguntas existenciales y dudas acerca del deseo de bien de la divinidad para con sus fieles se consideran precursoras del profeta bíblico Job.
Versiones de Gilgamesh
De época paleobabilonia destacan las composiciones que tienen por eje central la epopeya de Gilgamesh, aunque se conocen poemas anteriores. Compuestas desde el siglo XXI a. C., las obras sobre Gilgameš son una constante en la literatura mesopotámica. No obstante, la obra sobre Gilgameš tomada hoy por clásica se escribió en la Babilonia de los casitas, una época en que Asiria dominaba políticamente Mesopotamia y la población culta de Babilonia tenía una actitud escéptica y crítica respecto a los cánones religiosos, políticos y morales de su propia cultura. Al comienzo y durante el apogeo del imperio paleobabilónico, hacia el siglo XVIII a. C., las historias sobre Gilgameš no constituyen un ciclo coherente. Son series de pequeñosn relatos escritos en acadio y agrupados en series o sueltos. Destaca la serie Shutur eli sharri (Un gigante entre los reyes). Entre los siglos XV y XII a. C., durante la dinastía casita, se compusieron un gran número de textos. Sin embargo, se escribieron más en la periferia de Mesopotamia que en las ciudades bajo control babilonio. El texto considerado clásico de la epopeya es babilonio, datado entre los siglos XIII y XII a. C., y se cree compuesto por alguien llamado Sîn-lequi-unnini, que tituló a sus once tablillas Sha nagba imuru (El que vio lo más hondo).
Literatura histórica y pseudohistórica
En época paleobabilónica se crearon dos corrientes históricas enfrentadas. Una de ellas registraba los hechos más o menos fielmente, valiéndose de las inscripciones reales, las listas reales y, también, de la recopilación y copia de cartas reales e inscripciones a partir de cuya interpretación se trata de reconstruir la historia regional. Aparecen a su vez la creación de falsas inscripciones, concebidas a imitación de las antiguas, y los poemas históricos, género literario que falsea la historia de Acad, región intermedia entre la Baja y la Alta Mesopotamia. Estos poemas quedaron estereotipados en dos grandes grupos. Unos tenían como protagonistas deidades menores que se presentan ante una deidad mayor o un rey deificado, mientras que otros son una suerte de cartas dirigidas a un dios que relatan injusticias y piden su actuación.
El periodo casita
La literatura de la dinastía casita se caracterizó por la recopilación anterior (sumerio y babilónico) en grandes diccionarios o silabarios bilingües y trilingües. Mediante la reagrupación de textos, se conservaron observaciones científicas, medicinales y astronómicas. También la mayor parte de los mitos, leyendas y relatos épicos, y otro tipo de textos religiosos y filosóficos como listados de días fastos y nefastos, encantamientos y oraciones. Algunos de los textos míticos se modifican en esa época, y otros, como la leyenda de Adapa, se confeccionan entonces. Toda esta profusión literaria se escribió en una lengua que quiso ser arcaizante, y que actualmente conocemos como babilonio estándar, y que es un dialecto bien diferenciado del babilonio medio, utilizado en textos casitas que no trataban el legado cultural. Otra característica del periodo es que las grandes obras literarias, además de archivarse en templos y palacios, se internacionalizan por Anatolia, Egipto, Asiria y otras regiones, en un grado mayor que antes de los casitas. Por último, hacia el fin del periodo casita el sumerio se destierra como lengua culta en la corte y las inscripciones reales, reemplazado por el babilonio.

## Las ciencias

### Matemáticas
Babilonia destacó grandemente en las matemáticas, en concreto en álgebra. La existencia el sistema sexagesimal está atestiguada en Babilonia desde el siglo XIX a. C.; es decir, al inicio de la dinastía amorrea. Posteriormente, durante el imperio neobabilónico, las matemáticas se aplicaron a la astronomía y puede hablarse de una paridad en conocimiento matemático entre babilonios y egipcios. Los babilonios conocían las ecuaciones de primer y segundo grado ya en tiempos paleobabilónicos. Conocían también algunas figuras geométricas ideales, como los círculos, los segmentos circulares y los conos truncados, así como el cálculo de las áreas de diversas geometrías. Para representar sus operaciones, los babilonios utilizaron la escritura cuneiforme. Tanto la representación de los numerales, como la manera de pensar los conceptos matemático, difieren bastante de la concepción actual occidental.
No obstante, la notación algebraica de los babilonios fue inventada antes del periodo Ur III. Algunos autores han intentado demostrar que los principales avances encontrados en las matemáticas babilonias provienen en unos casos del III milenio, y en otros se basan en las matemáticas sumerias y acadias de aquella época.

### Adivinación
La adivinación, de la cual la astrología era una parte, era considerada la ciencia más importante en época paleobabilónica. Se desconoce si existía ya en época sumeria. Aunque es muy probable, lo cierto es que, al contrario que otros géneros literarios, los textos de adivinación encontrados están escritos en acadio, y no en sumerio y acadio.
Astrología
En la antigua Mesopotamia la astrología y astronomía eran ramas del saber que iban de la mano. Durante el periodo paleobabilonio la predicción estaba ligada a los eclipses lunares. Se ha encontrado información sobre ellos en algunas tablillas de la época. También influían en las predicciones la parte del disco lunar afectada por el eclipse, el momento de la noche en que se produjera, la dirección de la sombra que cubría la luna, la duración del eclipse y la apariencia del cielo. Los datos escogidos varían según los textos. Asimismo existieron predicciones proféticas basadas en los eclipses solares. Se sabe muy poco acerca de la influencia que este tipo de predicciones tenían en la sociedad babilonia. Cualquiera que fuese, la mayor parte de las predicciones coetáneas se realizaban escrutando las entrañas de animales sacrificados. En conjunto, se han hallado muy pocos textos astrológicos en Babilonia y Asiria; sin embargo se han encontrado bastantes en regiones periféricas. Algunas de las tablillas babilonias han sido clasificadas partes o predecesoras del ciclo Enuma Anu Enlil (Cuando Anu y Enlil), una serie de obras desarrolladas plenamente a comienzos del I milenio a. C. que relacionan las profecías con la mitología sumeria.

## Arquitectura e ingeniería

### Urbanismo
A finales del II milenio a. C. muchas de las ciudades mesopotámicas eran ya antiguas. La mayoría se habían fundado sobre colinas, pero muchas de las planeadas en dicho milenio se asentaron en tierras bajas. Todas tenían común estar dedicadas a una deidad. El mundo urbano era de una gran importancia, hasta el punto de que los textos babilonios ligan a las personas con sus ciudades, siendo más importante su procedencia que su apellido. Incluso, parte de los nombres se formaban con el del dios local.
La época paleobabilónica sigue los modelos geométricos basados en la ortogonalidad que se desarrollaron también en Sumeria y Egipto. Se cree que en las ciudades de nueva planta creadas en la época, proyectadas como lugares fronterizos y por tanto defensivos de los reinos, utilizaban medidas ortogonales como representación del Estado. En Babilonia el ejemplo paradigmático es la ciudad de Haradum, fundada en el siglo XIX a. C. Antes de Hammurabí constituía la frontera de Babilonia en el curso medio del Éufrates con las tierras de Mari. La ciudad fue una pequeña población fundada sobre un cuadrado casi perfecto de 120 metros de lado, amurallada y con sendos torreones esquineros. Había una única puerta de entrada flanqueada por dos torres. Interiormente la trama era una malla ortogonal en la que destacaba una avenida que dividía en dos mitades la población partiendo de la puerta y terminando en la muralla opuesta. Un ensanche de esta calle, en el centro de la ciudad, creaba una plaza cuadrada que daba acceso al templo y a un edificio principal, probablemente ocupado por un gobernador o delegado estatal, y que contenía un archivo. La rigidez de su urbanismo demuestra su concepción estatal y, al mismo tiempo, su flexibilidad y decandencia tras la conquista de Mari en el siglo XVIII a. C., explican su olvido por parte de los reyes. La ciudad se despobló a finales de ese siglo. Otras ciudades contemporáneas situadas en otros puntos de Mesopotamia, como Shaddupum, presentan características similares, en tanto que otras coetáneas, como Harmal, no son tan regulares. Además de las calles, era normal que las ciudades estuvieran atravesadas por canales y cursos de agua que, al igual que las calles principales, las dividían en distritos o cuartos.
En época paleobabilónica se dio un fenómeno urbanístico singular, la creación de colonias militares. Dichos poblados ya se conocían desde los tiempos del Imperio acadio, pero no fue hasta este período en que se volvieron habituales. Tienen su origen en la necesidad de recompensar a los ejércitos mercenarios, cada vez más grandes debido al aumento de belicosidad en Mesopotamia. Para ello los reyes expropiaban las tierras de los templos de las ciudades conquistadas y las repartían entre sus soldados.

### Arquitectura
Las ciudades babilónicas coinciden en el fuerte amurallamiento y la posición central de los edificios religiosos y los grandes palacios. Estos se disponían en torno al zigurat, si existía. Hay evidencias de que Hammurabí mandó concebir algunos zigurats, como el de Larsa. Este zigurat en concreto, restaurado durante el periodo casita, se amuralló, creando una sucesión de patios o recintos fortificados concéntricos. Los grandes templos estaban rodeados de pequeñas habitaciones que servían como oficinas. Es singularmente difícil estudiar los palacios de la época. En concreto, el destrozo de las ruinas de Babilonia durante la Segunda Guerra del Golfo hace que sea prácticamente imposible averiguar cómo fue el palacio de Hammurabí. Otro ejemplo es el recinto palaciego de Nur-Adad en Larsa, un gran edificio rectangular construido medio siglo antes del reinado de Hammurabí, hoy seriamente dañado por el expolio. Un ejemplo típico de palacio babilonia para ser el de Mari, construido a mediados del tercer milenio pero restaurado a comienzos del segundo, y destruido por Hammurabí cuando tomó la ciudad. El palacio de Mari fue un complejo diplomático, cultural y económico, toda una ciudadela a la cual quedaba supeditada el Estado. Fue fuertemente fortificado. La entrada, situada al norte, da acceso a un gran patio de armas tras el paso por una serie de pequeñas dependencias auxiliares. En el patio existía un pozo. En el lado opuesto a la entrada debió de haber una sala de recepción con un pequeño altar. Con vistas sobre toda la zona existió una corte secundaria. Al noroeste se situaba la Gran Corte de la Palmera, cuya logia, sala del trono y sala de audiencias, pintadas con frescos, conformaban el corazón del complejo. El trono estaba elevado sobre una plataforma. El cuarto sureste del complejo palaciego era religioso, habiéndolo ocupado los sacerdotes del rey y poseído varios altares. Otro cuarto, administrativo, fue ocupado por los escribas. Cabe mencionar que en la época los palacios mesopotámicos se atribuían a los reyes. Eran ellos quienes ordenaban su construcción y colocaban la primera piedra, lo que simbólicamente santificaba el lugar y ellos se convierten en sus constructores. Su labor constructiva se graba entonces en los ladrillos del propio palacio.
Las viviendas ocupaban casi todo el espacio intramuros. No obstante, hasta hoy sólo se han excavado dos grandes áreas residenciales de la época paleobabilónica, Ur y Nippur. Los barrios residenciales poseían calles más pequeñas que servían a grupos de viviendas muy apretadas. Las casas, hechas de adobe al igual que la práctica totalidad de la arquitectura babilonia, se pintaban de blanco de cara a la calle, con la que se conectaban mediante puertas estrechas. Cada vivienda poseía un pequeño altar, cuyas entrada muchas veces estaba flanqueada por relieves vidriados que representaban a deidades menores. En Ur, se deduce que existieron unos pocos edificios comerciales mezclados con las viviendas; se caracterizan porque poseen ventanas que dan a la calle. La mayoría de las viviendas, en cambio, estaban focalizadas a patios interiores, normalmente uno y a veces dos, que además de proveer de luz y ventilación eran en sí mismos espacios de trabajo. La diferencia de amplitud de las casas en ambas ciudades es grande (en el caso de Ur, entre los 9,68 y los 19,25 m²); sin embargo su cercanía en las distintas agrupaciones o vecindarios ha hecho suponer que ricos y pobres estaban emparentados. Otra hipótesis alude a una cercanía de los profesionales de un mismo oficio, y una tercera, basándose en que las viviendas más grandes poseen grandes capillas, explica que esas casas pudieron pertenecer a sacerdotes.

### Canales
Hay textos paleobabilónicos que contienen cuentas matemáticas relacionadas con la construcción de canales.

## Otras artes

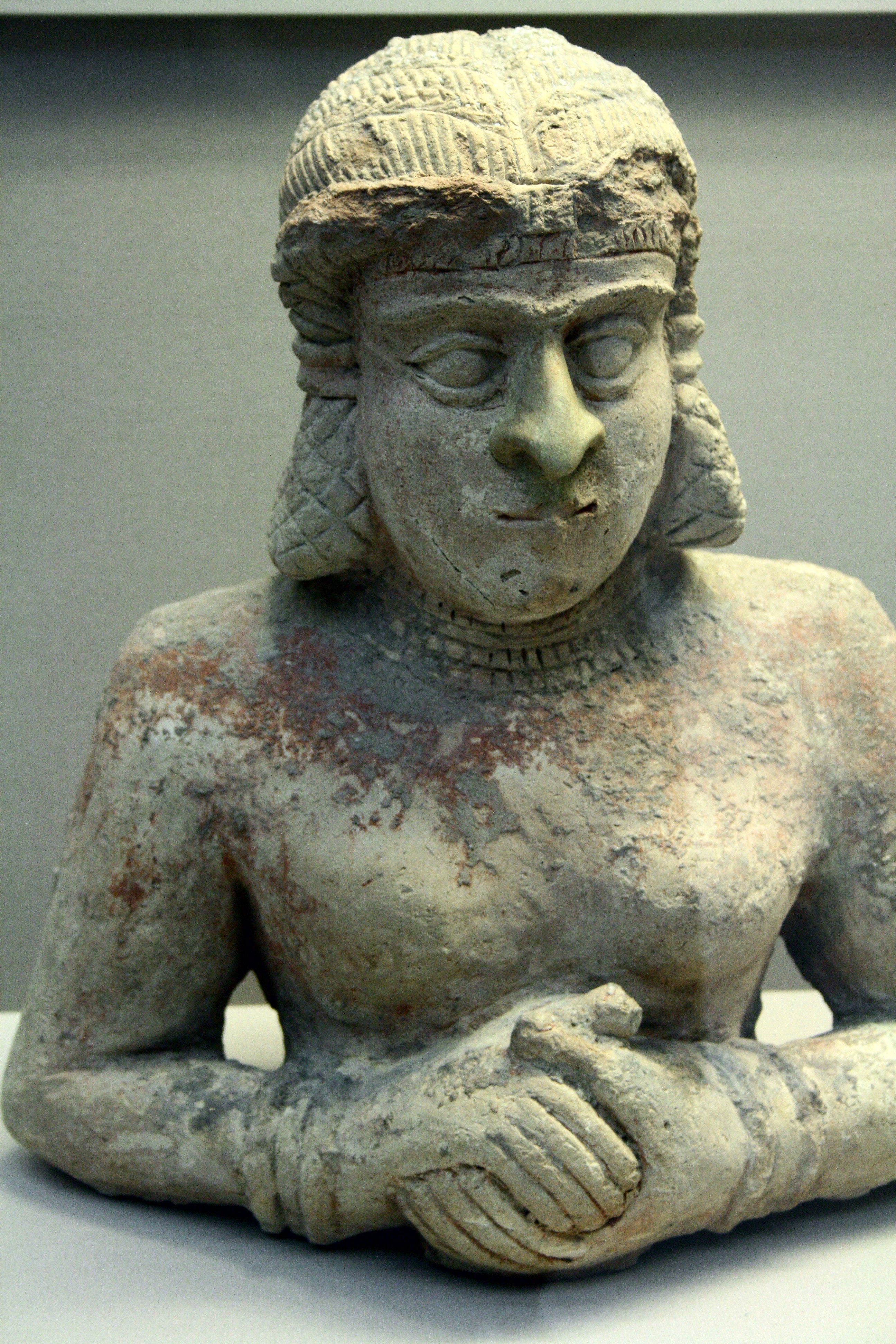
Terracota del periodo paleobabilónico (Museo Británico).

Además de la arquitectura y la literatura, ya descritas, se practicaron en Babilonia otras artes plásticas y musicales. En referencia a la escultura, los artistas babilónicos se diferencian de otros contemporáneos, como los egipcios, por la pequeña escala de sus obras. Probablemente esto se debió a la escasez de la piedra en Mesopotamia, que impedía la confección de grandes relieves murales. No obstante, los babilonios pudieron pintar sobre sus muros de adobe, que se popularizaron en el siglo XVIII a. C. (se conoce la técnica en épocas prehistóricas, abandonada hasta entonces). La escultura de este periodo conservada en Babilonia es muy escasa. Los reyes de la I dinastía de Babilonia fueron mecenas artísticos; no obstante, y a pesar de que en algunas piezas del periodo se observa elegancia y gracia, no se produjo ningún avance significativo en la historia de la escultura.

## Religión
En Babilonia y, en general, en Mesopotamia, la religión, politeísta, estaba presente en todos los ámbitos de la vida y el Estado. Cada ciudad estaba asociada a una deidad, de la cual sus habitantes tomaban el nombre. El templo del dios, una sucesión de recintos amurallados cuyas edificaciones cumplían funciones administrativas además de religiosas, ocupaba un lugar central de la ciudad. La sociedad babilonia se consideraba en cierta manera un reflejo de la de sus dioses. Así, la riqueza de las ropas y adornos de cada división social se correspondía con las de sus dioses, cuyos diseños variaban según los valores que representaban.
Al parecer los babilonios del II milenio a. C. adoptaron la religión sumeria sin apenas variaciones. Esa fue la tónica en toda Mesopotamia, aunque acadios, asirios y amorreos introdujeron nuevas deidades, cuyos mitos se fundieron con las historias y estructuras sumerias. Aparte de dar mayor o menos importancia a determinadas deidades, los pueblos amorritas no introdujeron grandes cambios en la religión. Genéricamente, se limitaron a poco más que a extender el culto a Adad o Amurru, la deidad del oeste, de donde procedían. El cambio más significativo quizá se produjo en la ciudad de Babilonia, cuyo dios pasó a ser Marduk, versión nacionalizada de Amurru. Aun así, el patronato de Marduk se data mediada la dinastía amorrita, y no se presenta con poderes usurpados a otras deidades hasta la época casita. Antes de eso se trataba de una deidad menor. Por su parte, los casitas introdujeron el culto a varios dioses indoarios, pero éste fue muy restringido y poco duradero.
El desarrollo de la religión quedó ligado al de la escritura, vehículo para su difusión y su enseñanza. Así, el núcleo duro de la religión proviene de los sumerios, pero los babilonios evolucionan en las formas literarias de transmisión. Esto provocó un cambio en la concepción babilonia de los mitos y los ritos, que se dinamizaron y se presentaron como luchas violentas de los dioses contra el caos, representado por un dragón hembra. En este sentido la figura de Dumuzi deja de importar tras Hammurabi, y la de Ishtar se violenta y sexualiza.